# 캐나다 구스
캐나다 구스(영어: Canada Goose)는 캐나다의 명품 아웃도어 의류 기업이다. 1957년, 샘 틱(Sam Tick)이 설립하였다. 설립 당시의 이름은 'Metro Sportswear Ltd.'이다.

## 같이 보기
- 파타고니아
- 컬럼비아 스포츠웨어
- 아이스브레이커
- 라푸마
- 밀레
- 머렐
- 노스페이스
- 몽클레르
- 몽벨